# Onze-Lieve-Vrouw-Tenhemelopnemingskerk (Gistel)

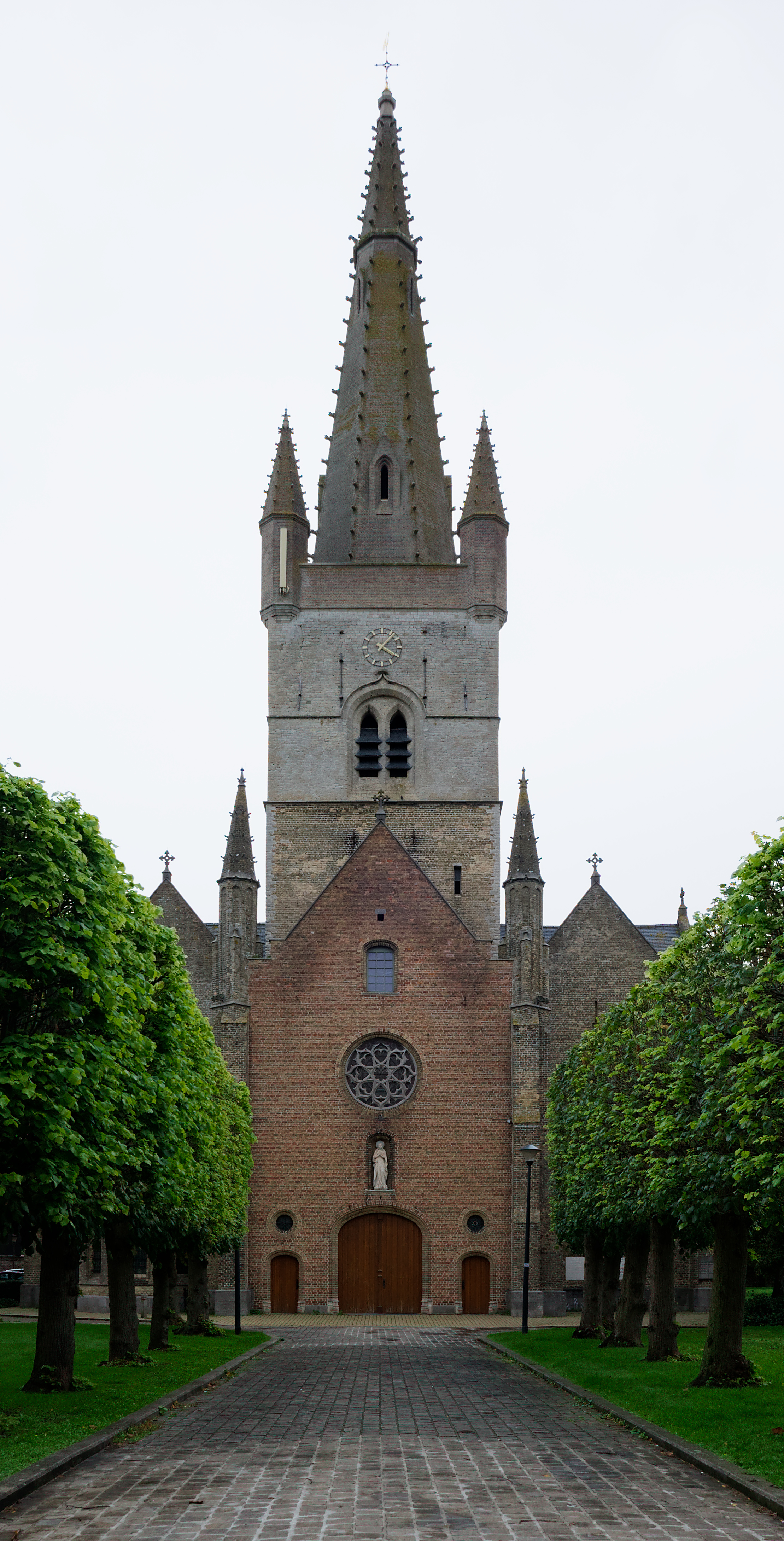
Onze-Lieve-Vrouwe kerk te Gistel

De Onze-Lieve-Vrouw-Tenhemelopnemingskerk is een kerk in de Belgische stad Gistel. De neogotische hallenkerk werd gebouwd tussen 1853-1867 onder leiding van de architect Pierre Buyck en werd opgetrokken ter vervanging van het vervallen gotische kerkgebouw.

## Geschiedenis
In een geschrift uit 988 over Gistel wordt er gesproken over een Ecclesia. Er wordt vermoed dat dit een kapel was.
Rond de 10de-11de eeuw kan men de bouw van de eerste bidplaats in Gistel situeren. Deze eerste "kerk" bestond uit hout en leem, de bouwmaterialen die frequent werden gebruikt in die tijd. De aangroei van de bevolking en volkstoeloop naar de laatste rustplaats van Godelieve, maakten het nodig dat er een stenen, grotere constructie nodig was. Tegen 1400 was de kerk uitgegroeid tot een kruiskerk met twee zijbeuken. Deze kerk werd in 1488 verwoest bij een brand, aangestoken door de legers van Maximiliaan Van Oostenrijk op 31 januari. De kerk werd in 1500 heropgebouwd met de steun van de heer van Gistel.
Op het eind van de 16de en het begin van de 17de eeuw trokken de godsdienstoorlogen een spoor van vernieling door de streek. In 1584 heroverden de Spanjaarden Brugge op de Geuzen. Oostende, dicht bij de dekenij Gistel, bleef echter een ketters bolwerk tot 1604. Vanuit Oostende en Sluis terroriseerden deze protestantse troepen de omliggende streken. Ook de kerk van Gistel werd getroffen en in 1581 geplunderd en vernield door de Calvinistische Geuzen.
De heropbouw van de kerken beheerste de eerste helft van de 17de eeuw. Voor de kerkreparatie kon men de inkomsten van de kerkgoederen aanspreken. Als dit niet volstond vulde men ze aan met omhalingen tijdens de mis, giften uit de offerblok, met een derde van de opbrengsten van de tienden en met belastingen. De kerk van Gistel was er erg aan toe. Enkel de muren en de zuilen stonden er nog. De dienst moest tot dan doorgaan in een zijgedeelte.
Verzamelen van voldoende geld verliep moeizaam. Uiteindelijk kwam er hulp van buitenaf. De aartshertog Albrecht en Isabella zorgden er samen met de abt van Sint-Andries voor dat de belangrijke herstellingswerken aan de toren en het hoogkoor konden worden uitgevoerd. In 1657 werd de kerk heringericht. Dit was mogelijk door de financiële steun van Jean François Affaitati. Ondanks de vele hulp kon toch slechts een deel van de kerk hersteld worden. Drie beuken ten oosten van de toren waren terug opgetrokken, maar de rest bleef in puin. Het gerenoveerde deel werd in de 18de eeuw nog getroffen door de Franse revolutionaire troepen.
In 1854 (sommige bronnen praten over 1853) werd de oude kerk, met uitzondering van de toren, volledig afgebroken. Er werd een nieuwe kerk gebouwd, deze werd op 8 juli 1864 door bisschop Johan Joseph Faict ingewijd. Ze was niet zo groot als de vroegere kruiskerk. Deze kerk vormde de basis van de hedendaagse kerk mits enkele veranderingen:
- 1905-1906: afbraak torennaald uit baksteen en heropbouw nieuwe torennaald in Nieuwpoortse gele baksteen.
- 1928: bouw van vier nissen tegen de zuidbeuk en aanbouw van de doopkapel
- 1933: het voorportaal werd veranderd naar een vlakke gevel met een rosas.
- 1966: afbraak torennaald
- 1967: vernieuwing hoogkoor en interieur.
- 1970-1971: heropbouw torennaald.
- 1988: het kerkhof rond de kerk maakt plaats voor een stadspark.

## Stadspark
In het stadspark werden vijf grafmonumenten behouden. Het gaat om de grafmonumenten van de familie Huart-Ghys, Cyrille Van Wijnendaele, Ivo Pollet, Eugène De Man en Théodore-Fréderic Heyvaert. Er werd gekozen voor monumenten met een kunsthistorische waarde. Dit wil zeggen dat deze monumenten architecturale kwaliteiten, een waardevol beeldhouwwerk hebben, heraldische of symbolische voorstellingen tonen.
Links voor de kerk staat een maquette van de kruiskerk en van het verdwenen gravenkasteel. Rond de Onze-Lieve-Vrouwe kerk is een korte ommegang gebouwd. Hier staan vier kapelletjes met voorstellingen uit het leven van de heilige Godelieve.
- Het wonder van het hemd zonder naad
- De wurging van Godelieve
- Het kraaienwonder
- Het mirakel van de houtspaanders.

Aan de buitengevel van het hoogkoor is een voorstelling van het huwelijk van Godelieve met Bertolf ingebouwd. Dit gebeurde in dezelfde tegels als deze van de kapelletjes. Deze voorstellingen in keramiek worden aan Jules Fonteyne toegeschreven. Hij vertrouwde dit werk waarschijnlijk wel toe aan een van zijn studenten.

## Architectuur
De toren wordt ook weleens "gouden toren" genoemd vanwege de kleur van de baksteen. De rechterbeuk, met vier nissen, is volledig gewijd aan de heilige Godelieve. Men vindt er onder andere een praalgraf, een barok Godelievealtaar, reliekschrijnen en een regenput. De linkerbeuk is gewijd aan Onze-Lieve-Vrouw met een barok altaar, brandglasramen, een houtgesculpteerde preekstoel van 1730 en enkele vaandels.
In de kerk vindt men ook grote 18de-eeuwse schilderijen van de Brugse schilders Jan Garemijn en Jozef van de Kerckhove. De schilderijen stellen de wonders van Godelieve voor.

## Galerij

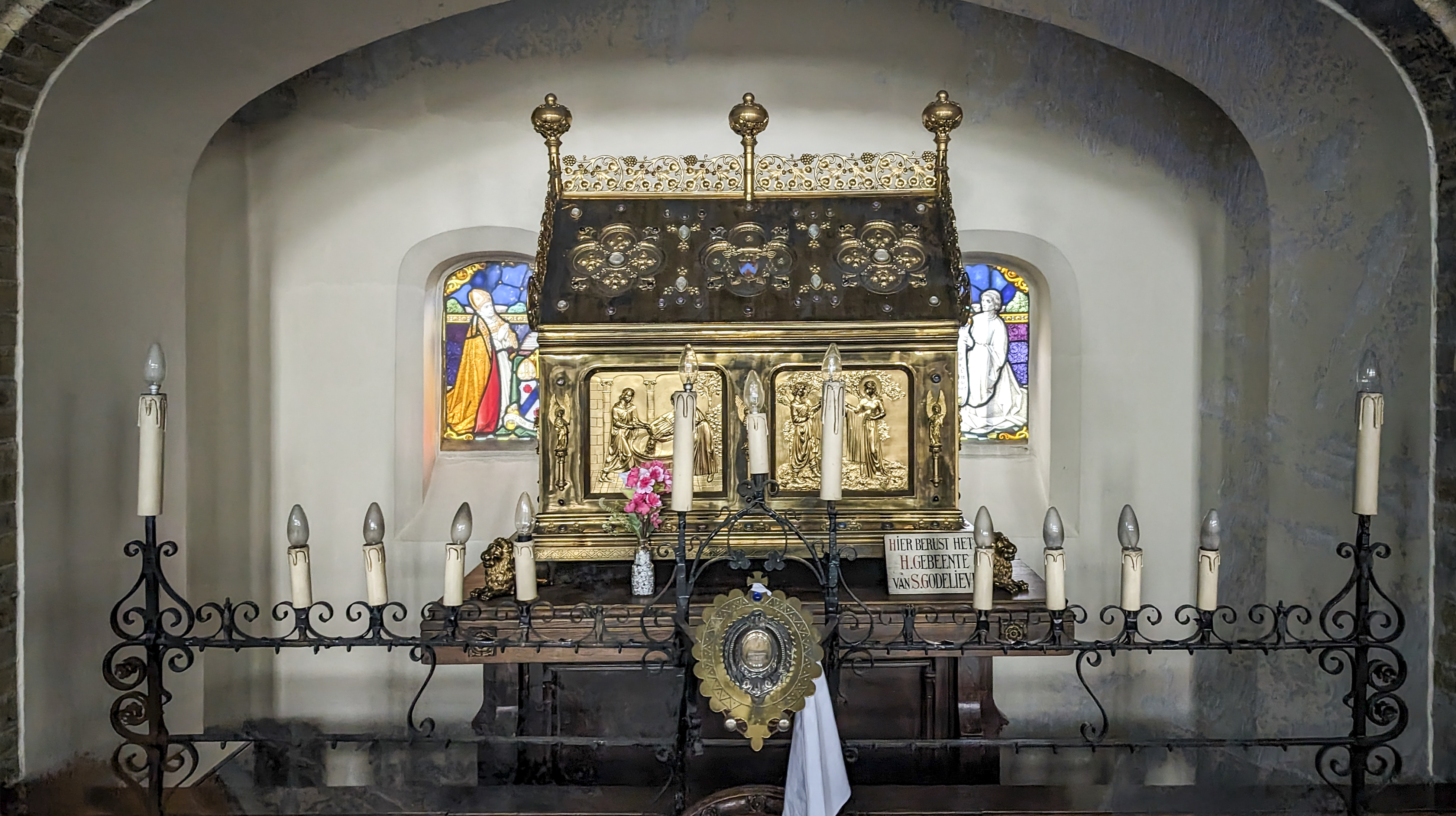
Schrijn van Godelieve
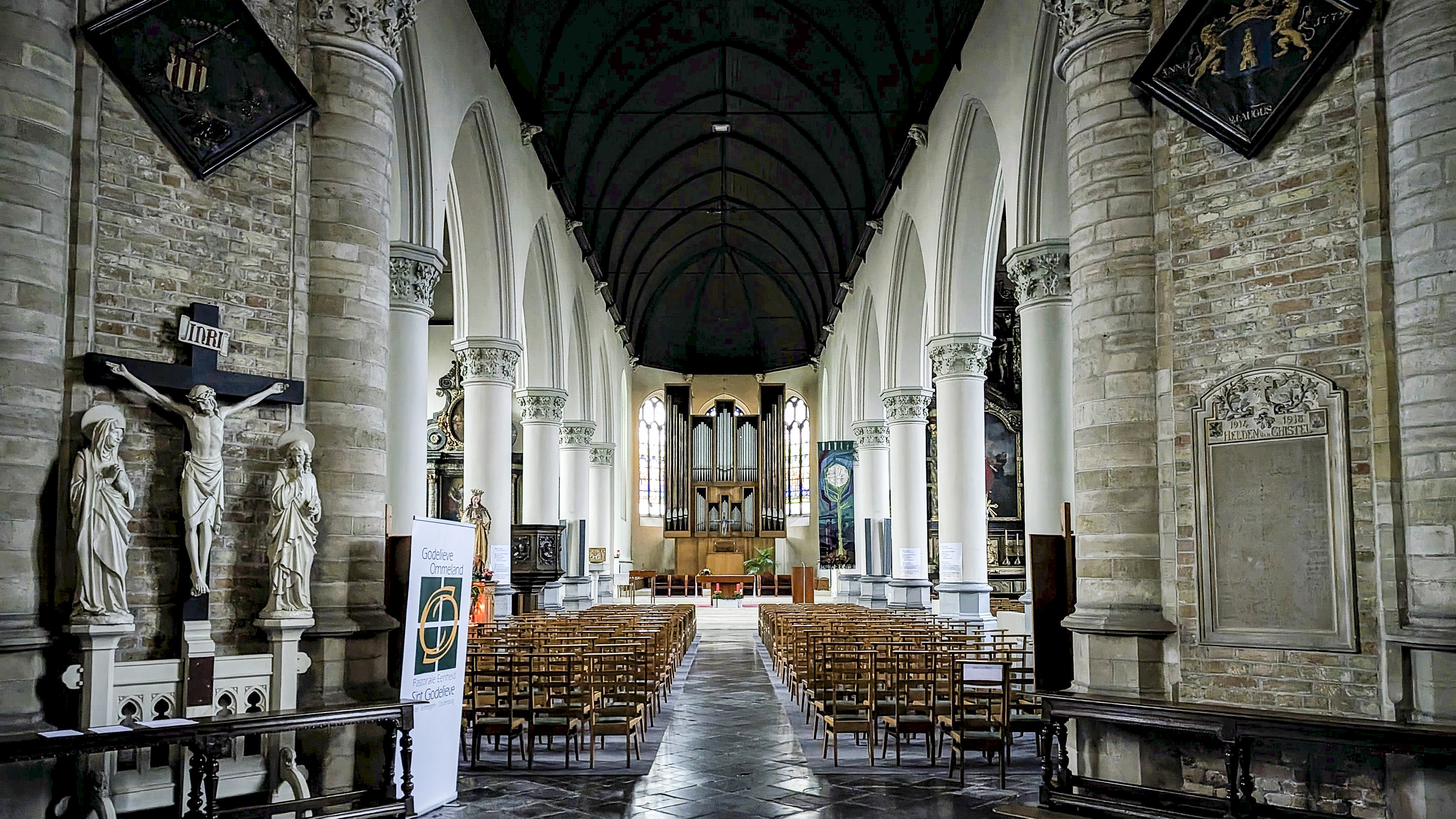
Kerkschip
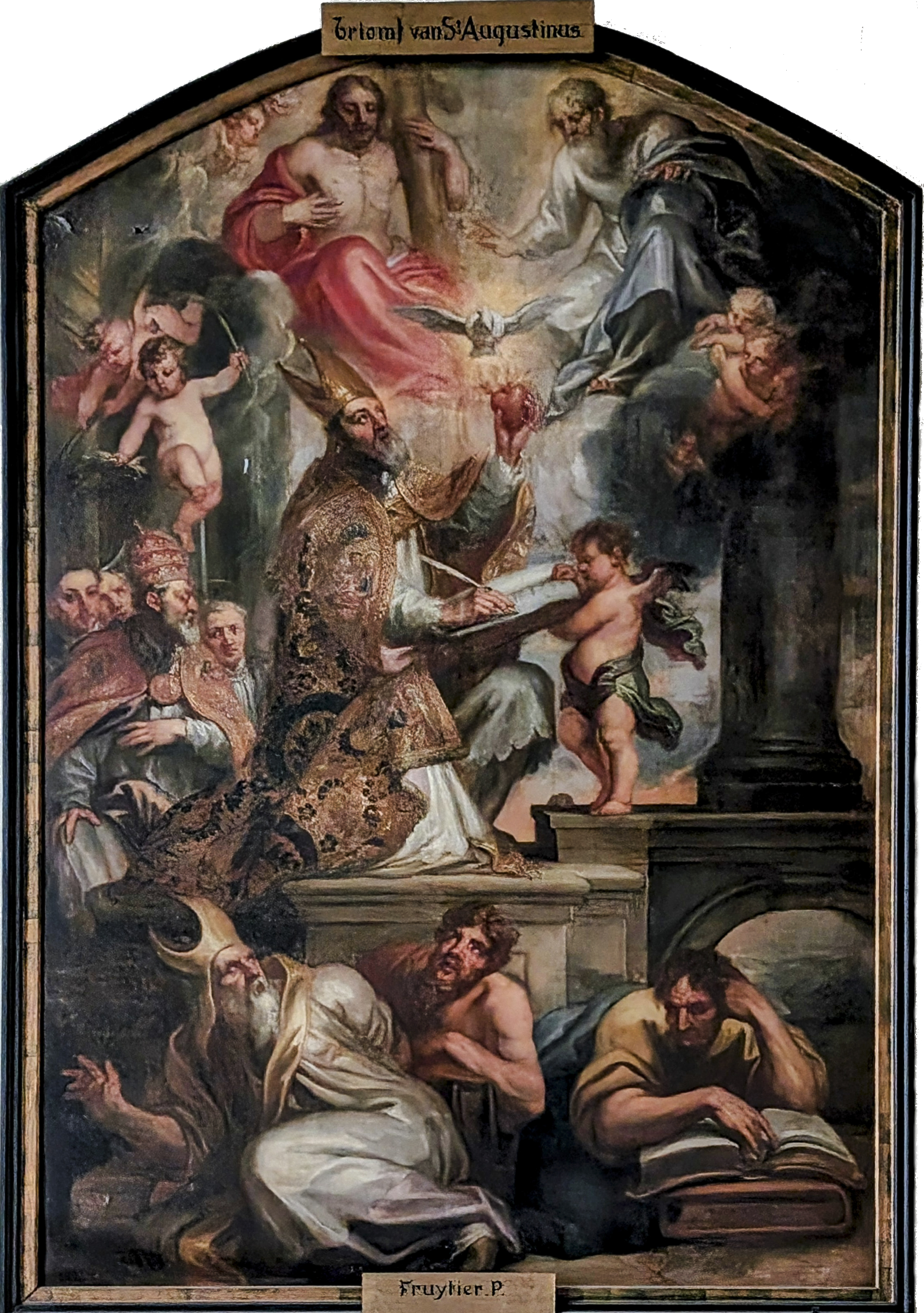
Triomf van St. Augustinus door Philip Fruytiers
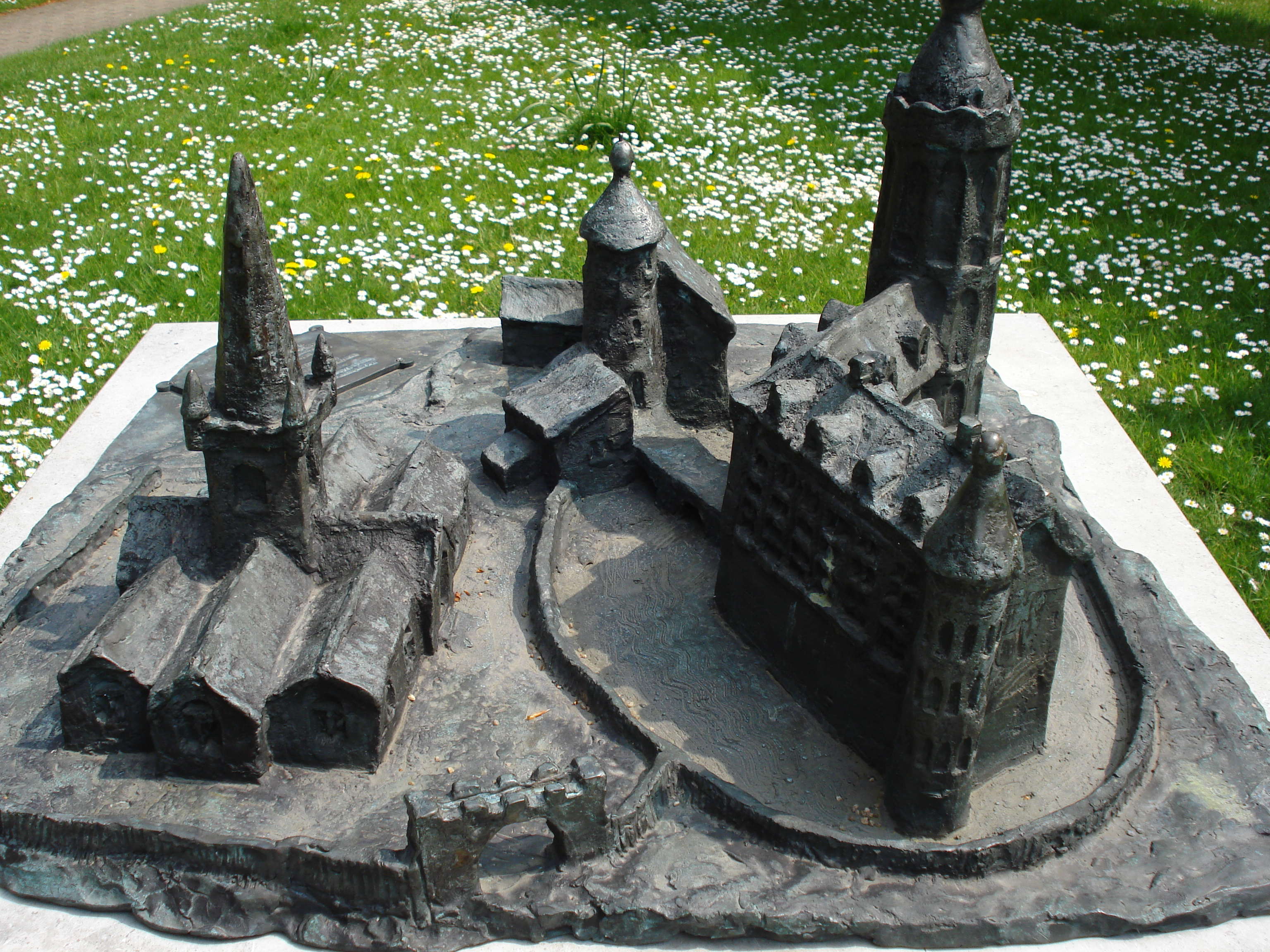
Maquette van de kruiskerk en van het verdwenen Gravenkasteel
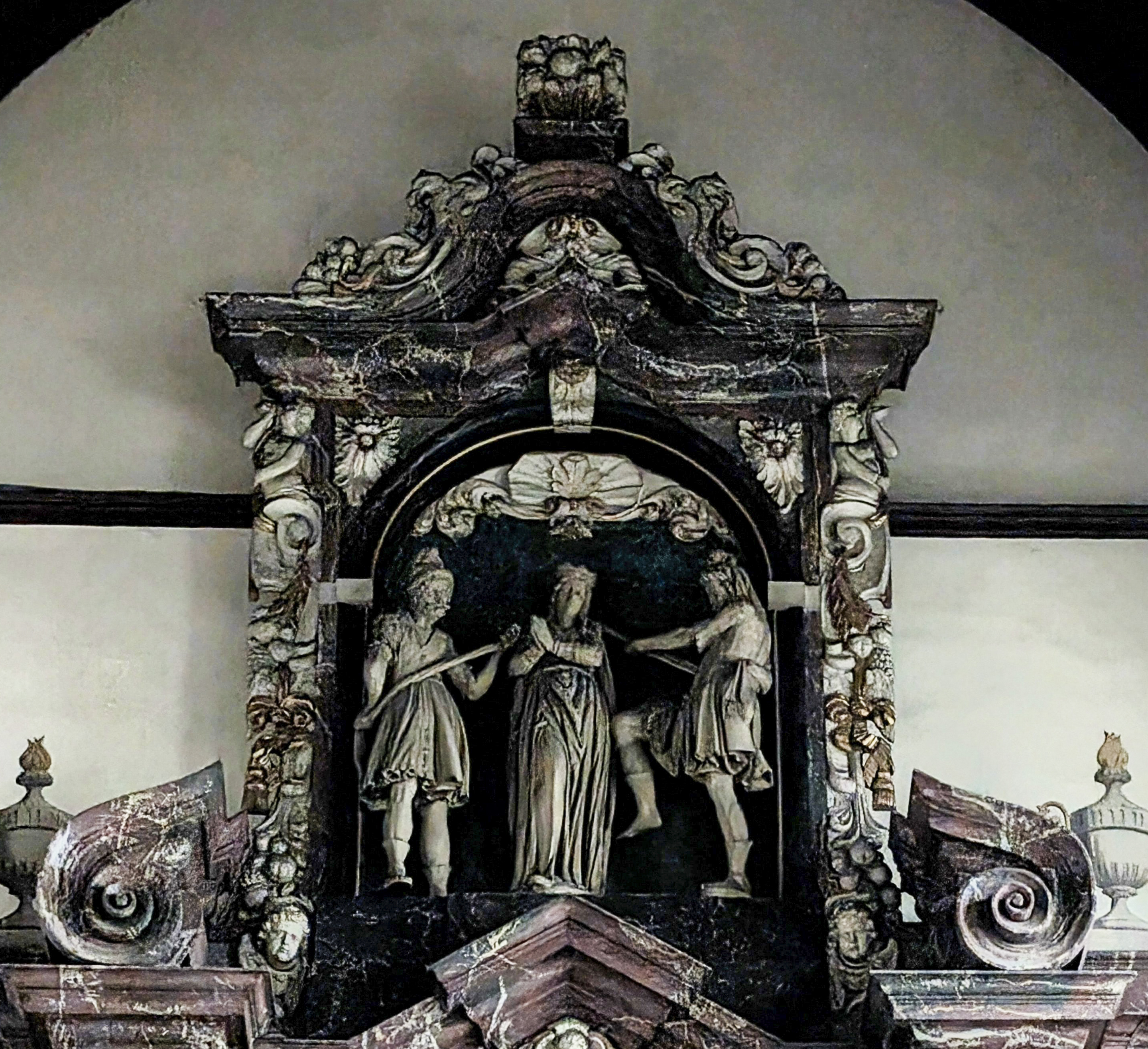
Attiek met wurging van Godelieve door Hacca en Lantbert
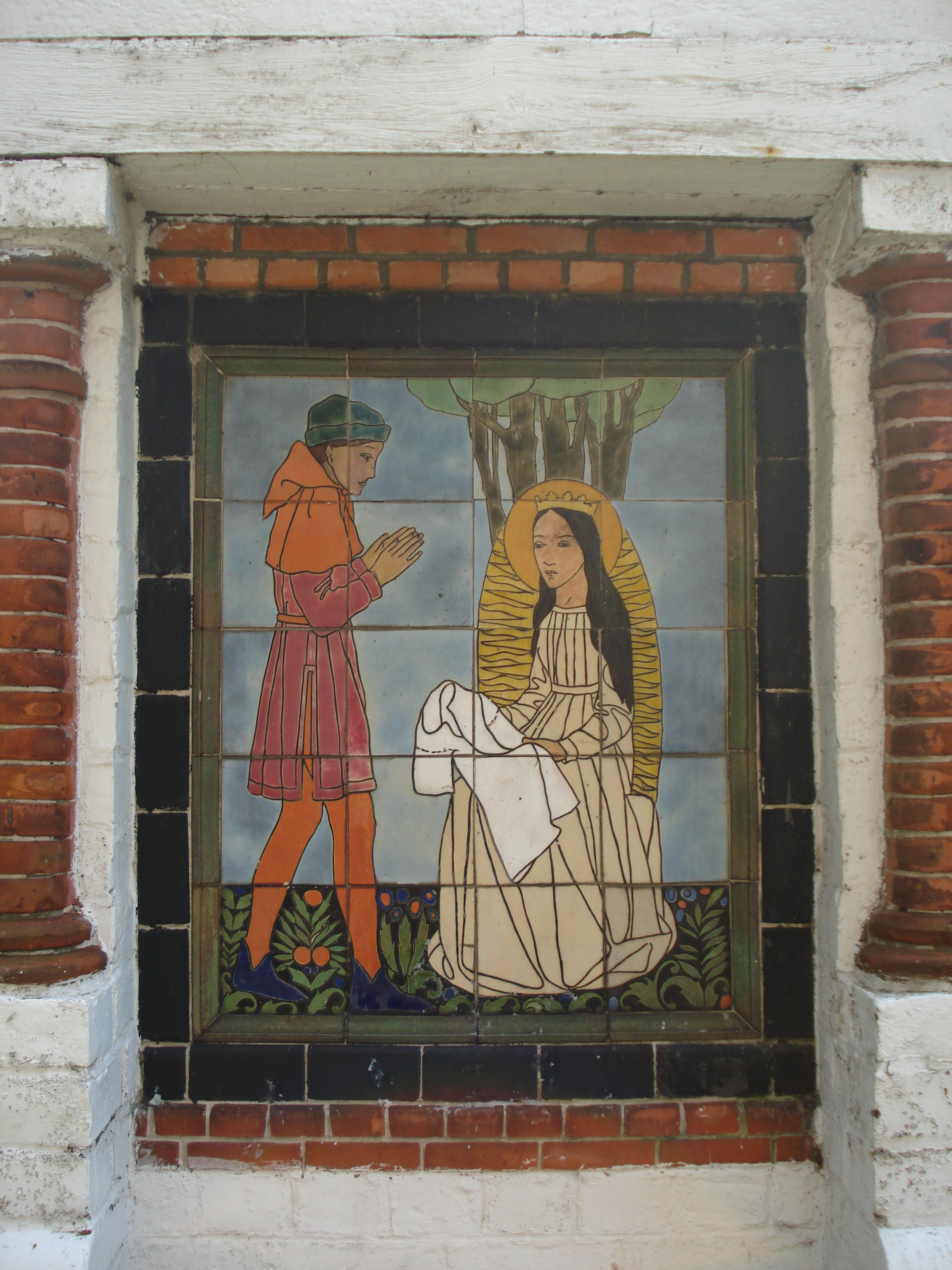
Het wonder van het hemd zonder naad